# Wilhelminastraat (Haarlem)

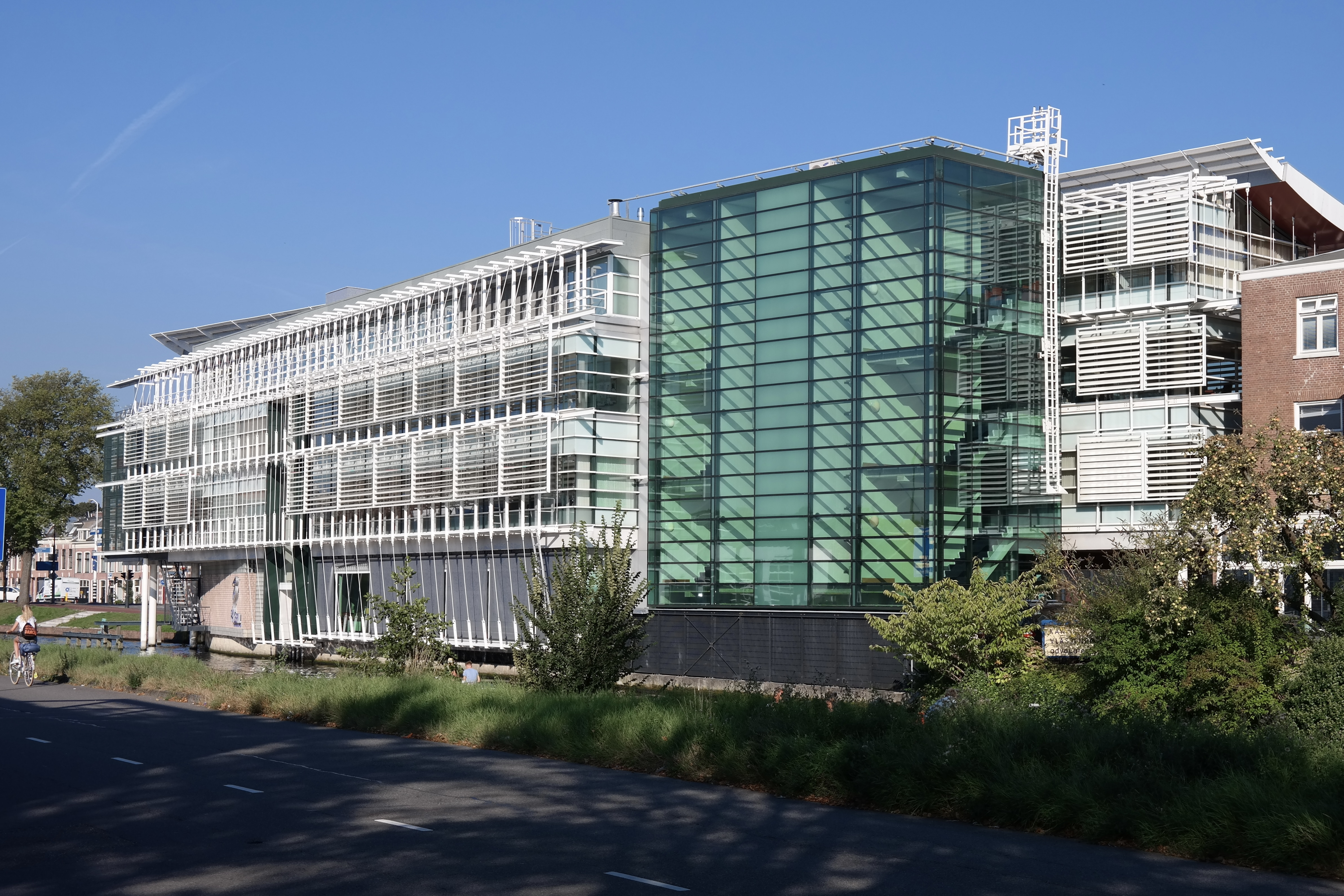
Het voormalige regiokantoor van ING Bank op Wilhelminastraat 10-12

De Wilhelminastraat, voorheen Westelijke Singelgracht en Oude Zijlsingel is een gedempte singelgracht en straat in het centrum van de Noord-Hollandse stad Haarlem. 
De straat loopt vanaf de Zijlsingel nabij de Raaksbruggen en het Raakskwartier in zuidelijke richting tot aan de Raamsingel bij het Wilsonsplein en de Stadsschouwburg. Na het plein gepasseerd te zijn gaat de straat over de Raambrug waarna de straat zich voortzet in de Koninginneweg. Voor de sloop van de stadsmuren stond ter hoogte van het Wilsonsplein de Raampoort. Op 26 maart 1942 werd tijdens de Tweede Wereldoorlog de straatnaam gewijzigd in Schouwburgstraat, nadat de Duitse bezetter het gebruik van straatnamen die verwezen naar leden van het Koninklijk Huis had verboden. In 1942 werd tevens in de straat een Joods Lyceum gevestigd, als gevolg van de door de bezetter opgelegde segregatie van Joodse en niet-Joodse leerlingen. Op 8 mei 1945 maakte het college van burgemeester en wethouders de naamswijziging ongedaan. 

## Rijksmonumenten

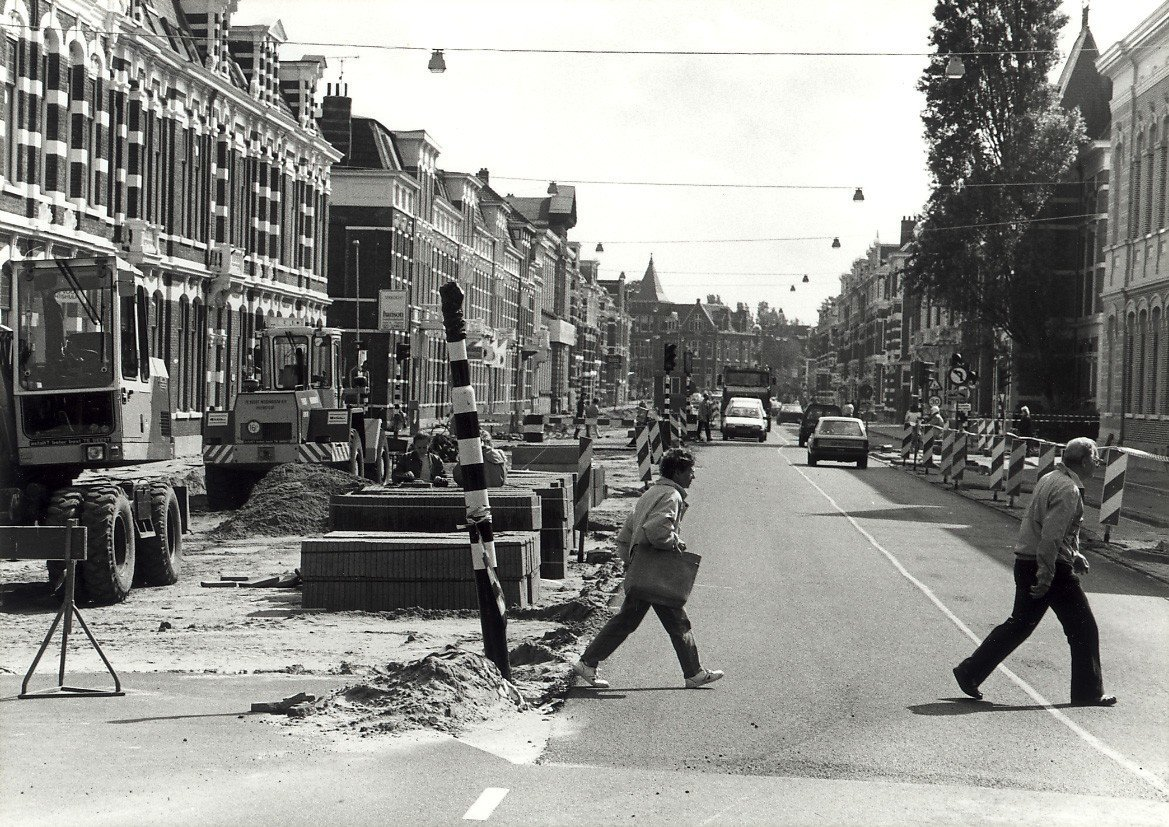
Reconstructie van de Wilhelminastraat in 1990

Aan de Wilhelminastraat is een elftal ingeschreven rijksmonumenten te vinden, waaronder de Remonstrantse kerk. Een ander opvallend gebouw is de voormalige Gemeentelijke school voor jongens in neoclassicistische stijl uit 1884. Boven de voorgevel van dit gebouw is het driehoekig fronton gebruikt van de voormalige Nieuwpoort, die nabij het Kennemerplein stond.
De andere rijksmonumenten zijn voornamelijk huizen en huizenblokken die in neoclassicistische- of renaissance-electische stijl zijn opgetrokken.